# Sergej Adamovitsj Kovaljov
Sergej Adamovitsj Kovaljov (Russisch: Сергей Адамович Ковалёв) (Seredyna-Boeda (Soemy, Oekraïne), 2 maart 1930 – Moskou, 9 augustus 2021) was een Sovjet-Russisch dissident en Russisch politicus.
Vanwege zijn talrijke activiteiten als dissident werd Kovaljov in 1974 veroordeeld tot zeven jaar werkkamp plus drie jaar verbanning. Van 1990 tot 2003 was hij lid van de Doema, het Russische parlement. Tussen 1993 en 1995 was hij bovendien voorzitter van de mensenrechtencommissie in het kabinet van de toenmalige Russische president, Boris Jeltsin.

## Studie en begin van zijn loopbaan
In 1932, op tweejarige leeftijd, verhuisde Kovaljov met zijn ouders vanuit Oekraïne naar een dorp vlak bij Moskou. In 1954 voltooide Kovaljov zijn studie aan de biologische faculteit van de Staatsuniversiteit van Moskou. In 1964 volgde zijn wetenschappelijke promotie.
Tot 1970 bleef hij verbonden aan de universiteit, als onderzoeker in de biologie en de biofysica. Kovaljov heeft in totaal zestig wetenschappelijke publicaties op zijn naam staan.

## Dissident
Kovaljov was tijdens en na zijn studie, als dissident betrokken bij verschillende activiteiten.
- In 1956: protesteerde hij samen met vrienden op het Moskovietse Poesjkin-plein tegen de Sovjetinterventie in Hongarije.
- In 1962: was hij betrokken bij de wetenschappelijke oppositie tegen de Stalinistische bioloog Trofim Lysenko.
- In 1966: was hij getuige voor de verdediging in het politieke proces tegen de Russische schrijvers Andrej Sinjavski en Joeli Daniël.
- In 1968: verzamelde hij, onder zijn collega's van het instituut, handtekeningen tegen de gevangenneming van dissidenten, die tijdens de Praagse Lente hadden geprotesteerd. Ook trad hij op als getuige in de tegen hen gevoerde politieke processen.
- In 1969: sloot Kovaljov zich aan bij het initiatief 'Groep voor de Bescherming van de Mensenrechten in de Sovjet Unie'.
- In 1971: was hij mede-uitgever van de samizdat Chronika tekoesjtsjich sobyti (Kroniek van de lopende gebeurtenissen), die de mensenrechtenschendingen in de Sovjet-Unie aan de kaak stelde.

Kovaljov sloot vriendschap met Andrej Sacharov en stelde petities samen voor de Verenigde Naties. In 1974 werd hij lid van de Sovjetse afdeling van Amnesty International. Zijn zoon en schoondochter ondersteunden hem in zijn activiteiten.
In 1974 werd Kovaljov vastgezet en het jaar erop werd hij in Vilnius, Litouwen, veroordeeld tot zeven jaar werkkamp en drie jaar verbanning, vanwege 'anti-Sovjet activiteiten en propaganda'. Zijn straf in het werkkamp bracht hij door in Perm en zijn gevangenisstraf in Tsjistopol. Daarna volgde zijn verbanning naar het dorp Matrossowo, gelegen aan de Kolyma. Na zijn termijn daar uitgezeten te hebben, vestigde hij zich in de stad Kalinin (tegenwoordig Tver).
Zijn zoon en schoondochter trof een vergelijkbaar lot. Na het uitzitten van hun straf kregen ze in 1987 toestemming te emigreren naar de Verenigde Staten; Kovaljov mocht toen weer terugkeren naar Moskou. Daar kreeg hij werk aan het instituut voor 'Problemen met Informatieoverdracht' van de Academie van Wetenschappen van de Sovjet-Unie

## Politicus
In 1987 richtten Kovaljov en andere mensenrechtenverdedigers de persclub Glasnost op. In 1988 kreeg hij de leiding over de projectgroep voor mensenrechten, van de internationale stichting 'Voor het Overleven en de Ontwikkeling van de Mensheid'.
In 1989 kandideerde hij, op aanmoediging van Sacharov, namens de Russische mensenrechtenorganisatie Memorial, met succes voor het lidmaatschap van de Opperste Sovjet van de Russische Federatie. Van 1990 tot 1993 was hij voorzitter van het Comité voor de Mensenrechten van het parlement (Doema). Tegelijkertijd werd hij leider van de Russische delegatie bij de Mensenrechtencommissie van de Verenigde Naties in Genève.
In 1993 werd Kovaljov voor het radicaal-democratische verbond, 'Keuze van Rusland', opnieuw gekozen in het Russische parlement. Ook werd hij opnieuw benoemd tot voorzitter van de parlementaire mensenrechtencommissie. Boris Jeltsin benoemde hem datzelfde jaar tot voorzitter van de mensenrechtencommissie in het kabinet van de president. Hij ging op inspectiereizen naar Siberische strafkampen, naar Grozny in Tsjetsjenië en maakte wetsontwerpen voor de humanisering van het Russische strafsysteem.
Rond 1995 wist hij als onderhandelaar een kortdurende wapenstilstand in Tsjetsjenië tot stand te brengen. Nadat Kovaljov scherpe kritiek had geuit op misstanden in het Russische leger tijdens de Eerste Tsjetsjeense Oorlog, werd hij, met 240 tegen 75 stemmen, weggestemd als voorzitter van de parlementaire mensenrechtencommissie. In hetzelfde jaar trad hij, uit protest tegen de Tsjetsjeniëpolitiek, uit het kabinet van Jeltsin en beschuldigde hij de president verantwoordelijk te zijn voor de escalatie van het conflict.
In 1995 en 1999 werd Kovaljov als liberaal afgevaardigde van de Russische Doema herkozen. Van 1996 tot 2003 was hij lid van de Russische delegatie, in de parlementaire vergadering van de Raad van Europa.

## Erkenning
Kovaljov ontving internationaal erkenning voor zijn inzet voor de mensenrechten. Hij ontving onder meer de volgende onderscheidingen:
- 1988: Geuzenpenning, samen met vier anderen
- 1995: Europese Mensenrechtenprijs, samen met Raoul Wallenberg
- 1995: Internationale Neurenbergse Mensenrechtenprijs
- 1996: Internationale federatie voor de mensenrechten
- 1996: Helsinki Comité voor Mensenrechten
- 2004: Olof Palme-prijs, samen met twee anderen